# Парк Лепи изглед
Парк Лепи изглед, познатији као Парк Три кључа јавни је градски парк у Београду, а налази се у општини Савски венац.

## Опште информације
Парк се простире на 7.500 м2, а налази у градској општини Савски венац на крају Сарајевске улице, а протеже се од кривине која спаја Сарајевску и Савску улицу до Мостарске петље.
На самом крају Улице кнеза Милоша у непосредној близини садашње парка налази се кафана Лепи изглед по којој је парк и добио име. Ову кафану посећивали су углавном виноградари из оближњих крајева. Поред кафане налазила се и бакалница на којој су била насликана три кључа, а изнад њих круна, па се сматра да је због тога читав крај између Мостарске петље и Железничке станице Београд понео име „Три кључа, као и садашњи парк.
У оквиру парка налазе се различити садржаји као што су теретана на отвореном, кошаркашки терен, простор за кућне љубимце, део за релаксацију и игралишта за децу.
Парк је реконструисан 2016. године, у оквиру радова асфалтиран је плато, простор на платоу оплемњен је са цвећем, док је око платоа постављен и обновљен мобилијар у виду клупи за седење и канти за отпатке. Вредност радова износила је 1.690.630,00 динара.  Реконструисан је поново 2022. године на иницијативу грађана општине у сарадњи Града Београда, општине Савски венац и ЈКП „Зеленило Београд”, а у његову обнову уложено је 500.000 евра. У оквиру реконструције 2022. године у парку је урађен спортски терен, теретана и парк за кућне љубимце, као и парк за децу и зона за одмор.